# روی میسون
روی میسون (انگلیسی: Roy Mason; ۱۸ آوریل ۱۹۲۴ – ۱۹ آوریل ۲۰۱۵) سیاست‌مدار اهل بریتانیا بود.
وی از سال ۱۹۷۴ تا ۱۹۷۶ وزیر دفاع بریتانیا و از سال ۱۹۶۸ تا ۱۹۶۹ وزیر قدرت بریتانیا بوده‌است.